# 古巴鸦
古巴鸦（学名：Corvus nasicus），是鸦科鸦属的一种，分布于古巴和特克斯和凯科斯群岛。全球活动范围约为28,300平方千米。该物种的保护状况被评为无危。
古巴鸦的平均体重约为406.2克。栖息地包括城市、耕地、亚热带或热带的湿润山地林、亚热带或热带严重退化的前森林、乡村花园和亚热带或热带的湿润低地林。